# David Engelbach
David Charles Engelbach (* 20. September 1946 in Philadelphia, Pennsylvania) ist ein US-amerikanischer Drehbuchautor und Filmregisseur, dessen Schaffenszeit in diesem Bereich in den 1980er Jahren lag. Zuvor sammelte er erste Erfahrungen als Schauspieler.

## Leben
Engelbach machte seinen Bachelor of Arts an der Fairleigh Dickinson University. Eine Abschlussarbeit zum Thema Kino legte er an der University of Southern California ab. Er übernahm 1975 in Steven Spielbergs Der weiße Hai eine Nebenrolle. 1982 verfasste er das Drehbuch zum Spielfilm Der Mann ohne Gnade mit Charles Bronson in der Hauptrolle. Der Film setzte den 1974 erschienenen Ein Mann sieht rot fort. Engelsbachs Drehbuch wurde dabei massiv von Regisseur Michael Winner geändert.
1984 war er für das Drehbuch für den Fernsehfilm Goldie and the Bears mit Hulk Hogan verantwortlich. 1986 übernahm er neben dem Schreiben des Drehbuchs auch die Tätigkeit des Regisseurs in America 3000. Der Film wurde von den Medien zerrissen und wegen des Sexismus kritisiert. Im Folgejahr wurde der Film Over the Top mit Sylvester Stallone veröffentlicht, der gemeinsam mit Stirling Silliphant auch für das Screenplay zuständig war. Auch diese Produktion entstand für Yoram Globus und Menahem Golan und deren Cannon Films. Engelbach schrieb hierzu die Story, für die auch Gary Conway in den Credits genannt wird. Engelbach hatte sein Stück aber bereits in den frühen 1980er Jahren verfasst. Des Weiteren schrieb Engelbach für jeweils eine Episode der Fernsehserien Lotterie und MacGyver das Drehbuch.
Engelbach unterrichtet im Bereich Film und Schreiben an der University of Southern California.

## Filmografie

### Drehbuch
- 1982: Der Mann ohne Gnade (Death Wish II)
- 1983: Lotterie (Fernsehserie, Episode 1x01)
- 1984: Goldie and the Bears (Fernsehfilm)
- 1986: America 3000
- 1987: Over the Top
- 1989: MacGyver (Fernsehserie, Episode 4x14)

### Regie
- 1986: America 3000

### Schauspieler
- 1975: Der weiße Hai (Jaws)